# (471954) 2013 RM98
(471954) 2013 RM98 ist ein großes transneptunisches Objekt im Kuipergürtel, das bahndynamisch als erweitertes Scattered Disk Object (DO) oder als Cubewano (CKBO) eingestuft wird. Aufgrund seiner Größe gehört der Asteroid möglicherweise zu den Zwergplanetenkandidaten.

## Entdeckung
2013 RM98 wurde am 8. September 2013 von einem Astronomenteam, bestehend aus Niall MacCrann, Andrés Plazas, Eusebio Sanchez und David James, im Rahmen des Dark Energy Survey–Projekts mit dem 4,0–m–Víctor M. Blanco–Teleskop (DECam) am Cerro Tololo-Observatorium (Chile) entdeckt. Die Entdeckung wurde vom Kitt-Peak-Observatorium bestätigt und am 4. Dezember 2015 bekanntgegeben, der Planetoid erhielt später von der IAU die Kleinplaneten-Nummer 471954.
Nach seiner Entdeckung ließ sich 2013 RM98 auf Fotos bis zum 26. September 2009, die im Rahmen des Sloan Digital Sky Survey–Programmes (SDSS) am Apache-Point-Observatorium (New Mexico) gemacht wurden, zurückgehend identifizieren und so seinen Beobachtungszeitraum um vier Jahre verlängern, um so seine Umlaufbahn genauer zu berechnen. Seither wurde der Planetoid durch verschiedene erdbasierte Teleskope beobachtet. Im April 2017 lagen insgesamt 131 Beobachtungen über einen Zeitraum von 7 Jahren vor. Die bisher letzte Beobachtung wurde im Dezember 2018 am Mauna-Kea-Observatorium (Hawaii) durchgeführt. (Stand 19. März 2019)

## Eigenschaften

### Umlaufbahn
2013 RM98 umkreist die Sonne in 285,77 Jahren auf einer fast kreisförmigen Umlaufbahn zwischen 37,59 AE und 49,18 AE Abstand zu deren Zentrum. Die Bahnexzentrizität beträgt 0,134, die Bahn ist 28,08° gegenüber der Ekliptik geneigt. Derzeit ist der Planetoid 45,14 AE von der Sonne entfernt. Das Perihel durchlief er das letzte Mal 1939, der nächste Periheldurchlauf dürfte also im Jahre 2225 erfolgen.
Marc Buie (DES) klassifiziert den Planetoiden als erweitertes SDO (ESDO bzw. DO), während vom Minor Planet Center keine spezifische Einstufung existiert; letzteres ordnet ihn als Nicht–SDO und allgemein als «Distant Object» ein. Das Johnston’s Archive führt ihn dagegen als Cubewano auf, wobei er zu den bahndynamisch «heißen» klassischen KBO gehören würde.

### Größe
Derzeit wird von einem Durchmesser von 343 km ausgegangen, basierend auf einem Rückstrahlvermögen von 8 % und einer absoluten Helligkeit von 5,7 m. Ausgehend von diesem Durchmesser ergibt sich eine Gesamtoberfläche von etwa 370.000 km2. Die scheinbare Helligkeit von 2013 RM98 beträgt 22,31 m.
Da es denkbar ist, dass sich 2013 RM98 aufgrund seiner Größe im hydrostatischen Gleichgewicht befindet und somit weitgehend rund sein könnte, erfüllt er möglicherweise die Kriterien für eine Einstufung als Zwergplanet. Mike Brown geht davon aus, dass es sich bei 2013 RM98 um vielleicht einen Zwergplaneten handelt.
| Jahr                                         | Abmessungen km | Quelle   |
| -------------------------------------------- | -------------- | -------- |
| 2018                                         | 368,0          | Johnston |
| 2018                                         | 343,0          | Brown    |
| Die präziseste Bestimmung ist fett markiert. |                |          |